# Saint-Nicolas-la-Chapelle (Savoie)
Saint-Nicolas-la-Chapelle ist eine französische Gemeinde mit 490 Einwohnern (Stand 1. Januar 2022) im Département Savoie in der Region Auvergne-Rhône-Alpes. Sie gehört zum Kanton Ugine im Arrondissement Albertville.

## Geographie
Saint-Nicolas-la-Chapelle liegt im Tal des Arly, etwa 51 km südöstlich der Stadt Genf und 53 km ostnordöstlich der zugehörigen Präfektur Chambéry (beides Luftlinie). Das Dorf befindet sich auf rund 940 m auf einem Felssattel über dem Arly. Westlich des Ortes beginnt das Massif des Aravis, auf dem sich das Gemeindegebiet bis an die Chaîne des Aravis ausdehnt. Etwa 100 m unterhalb des Gipfels des 2483 m hohen Berges L’Étale verläuft die Gemeindegrenze und bildet dort den höchsten Punkt. In südwestlicher Richtung entwässert der Arly das Tal und man erreicht nach 12 km den Hauptort des Kantons Ugine und nach 20 km die Stadt Albertville.
Die Nachbargemeinden sind (von Norden im Uhrzeigersinn) La Giettaz, Flumet, Notre-Dame-de-Bellecombe, Crest-Voland, Ugine und Manigod. Letztere liegt im benachbarten Département Haute-Savoie. Zur Gemeinde gehören außerdem mehrere Weiler und Siedlungen:
- Le Marteret (881 m)
- Flumet d’Aval (etwa 950 m)
- le Seuthenay (etwa 950 m)
- Chaucisse (um 1300 m) in einem Seitental der Arrondine
- Nanchard (ca. 1215 m) am Westhang des Arrondine-Tals

## Bevölkerung
Mit 490 Einwohnern (Stand 1. Januar 2022) gehört Saint-Nicolas-la-Chapelle zu den kleinen Gemeinden Savoyens. Während der letzten zwei Jahrhunderte gab es mehrere Auswanderungswellen, die den Bevölkerungsrückgang aufgrund von Krieg und Landflucht noch verstärkten. Die Ortsbewohner von Saint-Nicolas-la-Chapelle heißen auf Französisch Colatain(e)s.
| Jahr                       | 1800 | 1836 | 1866 | 1901 | 1921 | 1946 | 1962 | 1982 | 1990 | 1999 | 2006 | 2016 |
| Einwohner                  | 1012 | 988  | 826  | 780  | 644  | 632  | 424  | 402  | 416  | 418  | 407  | 445  |
| Quellen: Cassini und INSEE |      |      |      |      |      |      |      |      |      |      |      |      |

## Geschichte
Der Name der Gemeinde geht auf eine Kapelle zurück, die dem Nikolaus von Myra geweiht war. Bis ins 19. Jahrhundert war das obere Tal des Arly nur über Pässe aus dem Norden erreichbar, während unterhalb von Saint-Nicolas eine steile Schlucht den Zugang blockierte. Diese ungewöhnliche geographische Lage führte dazu, dass das Gebiet von Saint-Nicolas im Mittelalter zu den Besitztümern der im Tal der Arve ansässigen Herren von Faucigny gehörte. Die Pfarrei unterstand zunächst derjenigen von Flumet und wurde zu Beginn des 14. Jahrhunderts eigenständig.
Das inzwischen zur Kirche ausgebaute Gebetshaus erwies sich 1766 als so baufällig, dass 1775 ein Neubau begonnen wurde. Für die kleine, abgelegene Gemeinde bedeutete sowohl die Finanzierung mittels Spenden als auch der Herbeitransport der Baumaterialien eine besondere Herausforderung. Der Neubau mitsamt Innendekoration war etwa 1790 fertiggestellt, gerade zu Beginn der Französischen Revolution. Während der Besatzung Savoiens durch die französischen Truppen und der damit einhergehenden Entchristianisierung versteckten die Einwohner von Saint-Nicolas mit Erfolg die Kultgegenstände der neuen Kirche und boten verfolgten Priestern Schutz. Um nicht wie die umliegenden Dörfer Ziel von Plünderungen und Zerstörungen zu werden, vergruben sie außerdem die Kirchenglocken auf Privatgrundstücken und retteten die Altarrückwand dadurch, dass an ihrer Stelle ein Haufen alter Hölzer verbrannt wurde.
Der Weiler Chaucisse unterstand zuerst der Pfarrei St. Nicolas, baute dann aber 1818 seine eigene Kirche St-François-de-Sales, die 1828 als unabhängige Pfarrei anerkannt wurde. Beide Kirchen wurden 2009/10 umfangreich restauriert.

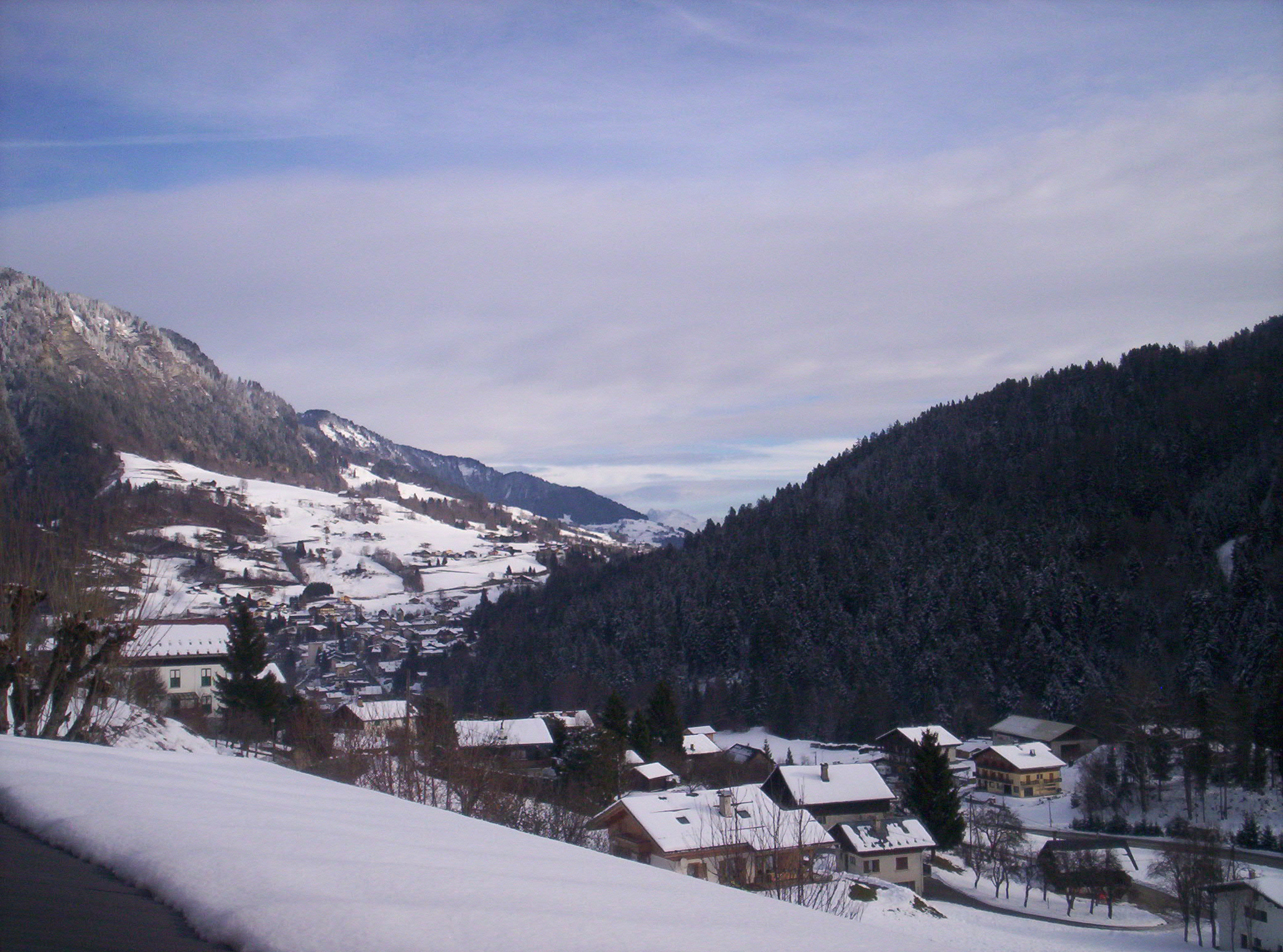
Das Arly-Tal von Saint-Nicolas aus.

Die Eingliederung Savoiens in Frankreich 1860 ordnete Saint-Nicolas-la-Chapelle zusammen mit den umliegenden Gemeinden dem südlicheren der beiden neu geschaffenen Départements zu. Gleich zwei Jahre später wurde mit dem Bau einer Straße durch die unwegsame Schlucht des Arly begonnen, um die Isolation des oberen Arly-Tals aufzuheben und den Anschluss an das Département Savoie auch verkehrstechnisch zu realisieren. Der aufwändige Straßenbau wurde 1886 fertiggestellt. Er ermöglichte neue Wirtschaftszweige wie zum Beispiel den Abbruch von Schiefer in Saint-Nicolas zu Anfang des 20. Jahrhunderts.

## Kultur und Sehenswürdigkeiten

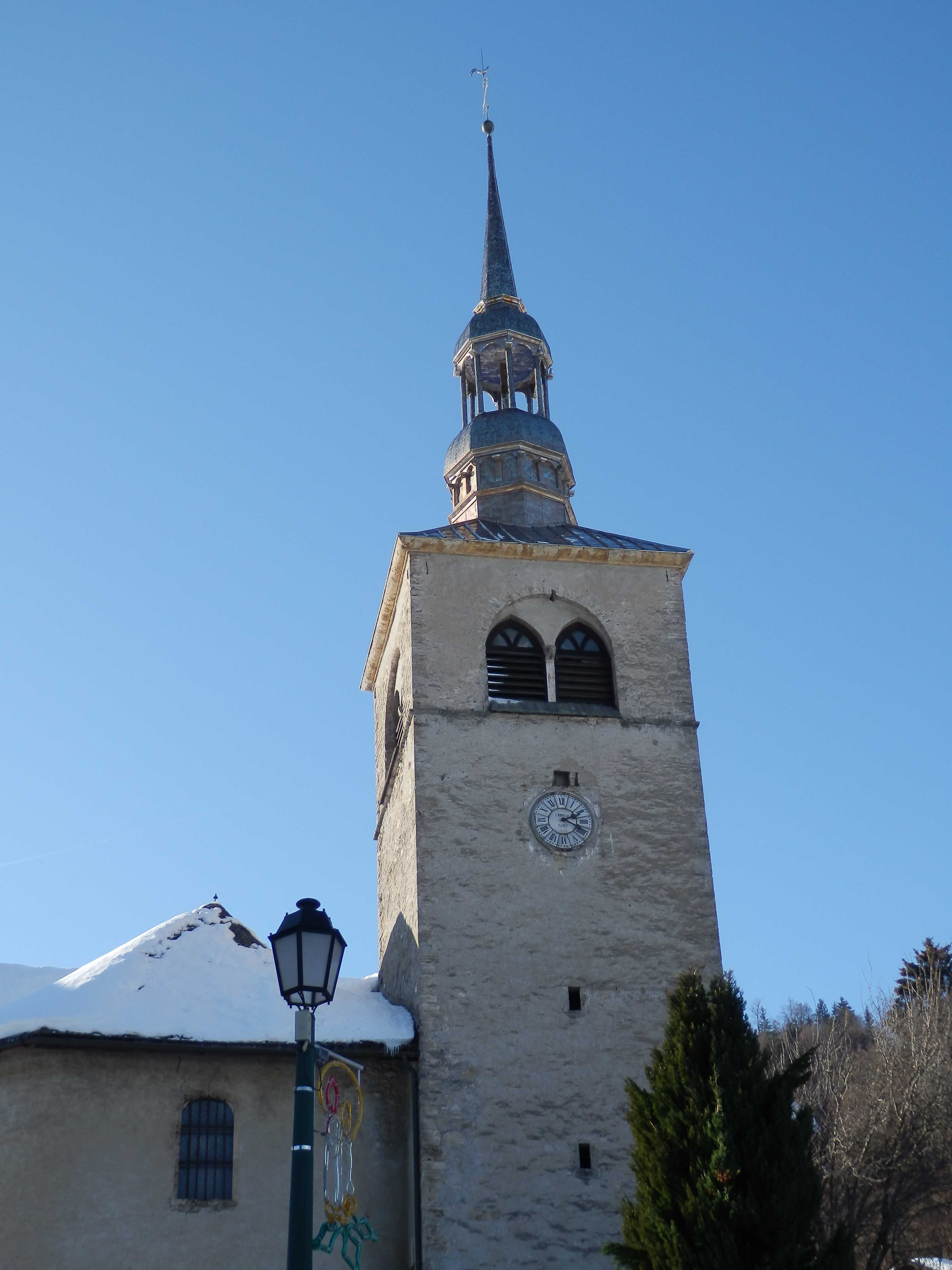
Glockenturm der Pfarrkirche St. Nicolas

Die Pfarrkirche St. Nicolas aus dem 18. Jahrhundert hat einen Grundriss in Form des lateinischen Kreuzes, d. h. mit einschiffigem Langhaus und einem Querschiff. Ähnlich wie bei der Kirche Saint Théodule in Flumet ist der Hauptaltar von einem Baldachin überdacht. Der Glockenturm mit Laternenaufsatz besitzt ein Glockenspiel, dessen Glocken in der Zeit von 1819 bis 1863 entweder aus den über die Revolution geretteten Altglocken neu gegossen oder ganz neu gestiftet wurden. Die Pfarrkirche und ihr Inventar wurde 1989 in die Liste der Monuments historiques aufgenommen.

## Wirtschaft und Infrastruktur
Die Landwirtschaft in Saint-Nicolas-la-Chapelle stellt mit etwa einem Viertel aller Betriebe einen vergleichsweise hohen Anteil und bewirtschaftet die Bergweiden und bewaldeten Hänge oberhalb des Dorfes. Als wesentliches Produkt der Landwirtschaft werden regionale Käsesorten produziert, namentlich Reblochon und Beaufort, deren geschützte Ursprungsbezeichnungen sich im Gebiet von Saint-Nicolas-la-Chapelle überschneiden. Auf dem Gemeindegebiet befinden sich keine Skipisten oder Lifte, der Ort wird aber vom östlich des Arly gelegenen Wintersportgebiet Espace Diamant mit vermarktet. Es gibt zwei Hotels im Ort und der Anteil der Zweit- und Ferienwohnungen ist mit 60 % ähnlich hoch wie in den Nachbargemeinden.

### Verkehr
Das obere Arly-Tal liegt auch heute noch abseits der regionalen Hauptverkehrsadern und Eisenbahnlinien. Durch das Tal und unterhalb des Dorfes verläuft die D1212 (ursprünglich Nationalstraße 212), die das Arve-Tal über Megève im Norden mit dem Isère-Tal und Albertville im Süden verbindet. Von dieser Durchgangsstraße führt die 1 km lange D113 bergauf ins Dorf.
Die nächstmöglichen Autobahnanschlüsse sind die A430 (Ausfahrt Albertville, 23 km entfernt) und die A40 (Ausfahrten Nr. 20 bis 22, rund 26 km entfernt). Der SNCF-Bahnhof Albertville ist geeignet, um Saint-Nicolas-la-Chapelle mittels einer Busverbindung zu erreichen. Als Flughäfen in der Region kommen Genf (78 km), Chambéry-Savoie (95 km) sowie Lyon-St-Exupéry (160 km) in Frage.

### Bildung
In Saint-Nicolas-la-Chapelle befindet sich eine staatliche Grundschule (frz.: école élémentaire).